# Anopheles braziliensis
Anopheles braziliensis är en tvåvingeart som beskrevs av Carlos Chagas 1907. Anopheles braziliensis ingår i släktet Anopheles och familjen stickmyggor. Inga underarter finns listade i Catalogue of Life.